# Церковь Святого Михаила (Хильдесхайм)
Церковь Святого Михаила (нем. Michaeliskirche) — раннесредневековая церковь оттонского периода в немецком городе Хильдесхайм в федеральной земле Нижняя Саксония. Наряду с кафедральным собором входит в состав Всемирного наследия ЮНЕСКО в Хильдесхайме.

## Исторический очерк
Предшественницей сегодня существующей церкви была небольшая капелла, посвящённая Животворящему Кресту, и возведённая в 993 году по указанию епископа Бернварда Хильдесхаймского на холме несколько севернее кафедрального собора. К моменту смерти Бернварда капелла превратилась в большой бенедиктинский монастырь, которому согласно завещанию отошло всё его состояние.
Сохранившийся в основании южной лестничной башни каменный блок с выбитой на нём датой «1010» рассматривается в качестве одного из 12 закладных камней новой монастырской церкви, западная крипта которой была определена Бернвардом как место его захоронения и вечного поминовения. Крипта была освящена 29 сентября 1015 года в день св. Михаила самим Бернвардом; и именно эта дата определила нового небесного покровителя церкви, частично освящённой 29 сентября 1022 года. Полностью готовое здание освятил уже Годехард Хильдесхаймский (нем. Godehard von Hildesheim, ок. 960—1038) в 1033 году.
С большой долей вероятности Бернвард был не только инициатором строительства церкви, но и её архитектором, или, по крайней мере, оказал значительное влияние на проект церковного здания; хотя доля его участия является до сих пор дискуссионным вопросом; другим архитектором называют Годерама (нем. Goderam, ок. 975—1030), первого аббата нового монастыря. Учитывая значение церкви для Бернварда, не исключено, что и знаменитые бронзовые ворота Хильдесхаймского собора предназначались изначально для церкви св. Михаила; также как и перенесённая в конце XIX века в собор Бернвардова колонна.
В 1034 году церковь пала жертвой пожара, но была восстановлена и заново освящена уже в следующем году. История повторилась в 1186 году, при этом были заменены несущие колонны центрального нефа.
Около 1230 года главный неф был перекрыт деревянным расписным потолком, составленным, в общей сложности, из 1300 деталей и размерами 27,6 × 8,7 метров, и представляющим собой уникальный образец церковного искусства XIII века.
С введением в Хильдесхайме Реформации церковь св. Михаила получила статус евангелически-лютеранской приходской церкви. При этом монастырь св. Михаила продолжал своё существование вплоть до секуляризации 1803 года, и католическому капитулу было позволено и в дальнейшем проводить церковные службы в крипте св. Бернварда, до сих использующейся для католических богослужений, а также в капелле, размещённой в клуатре.

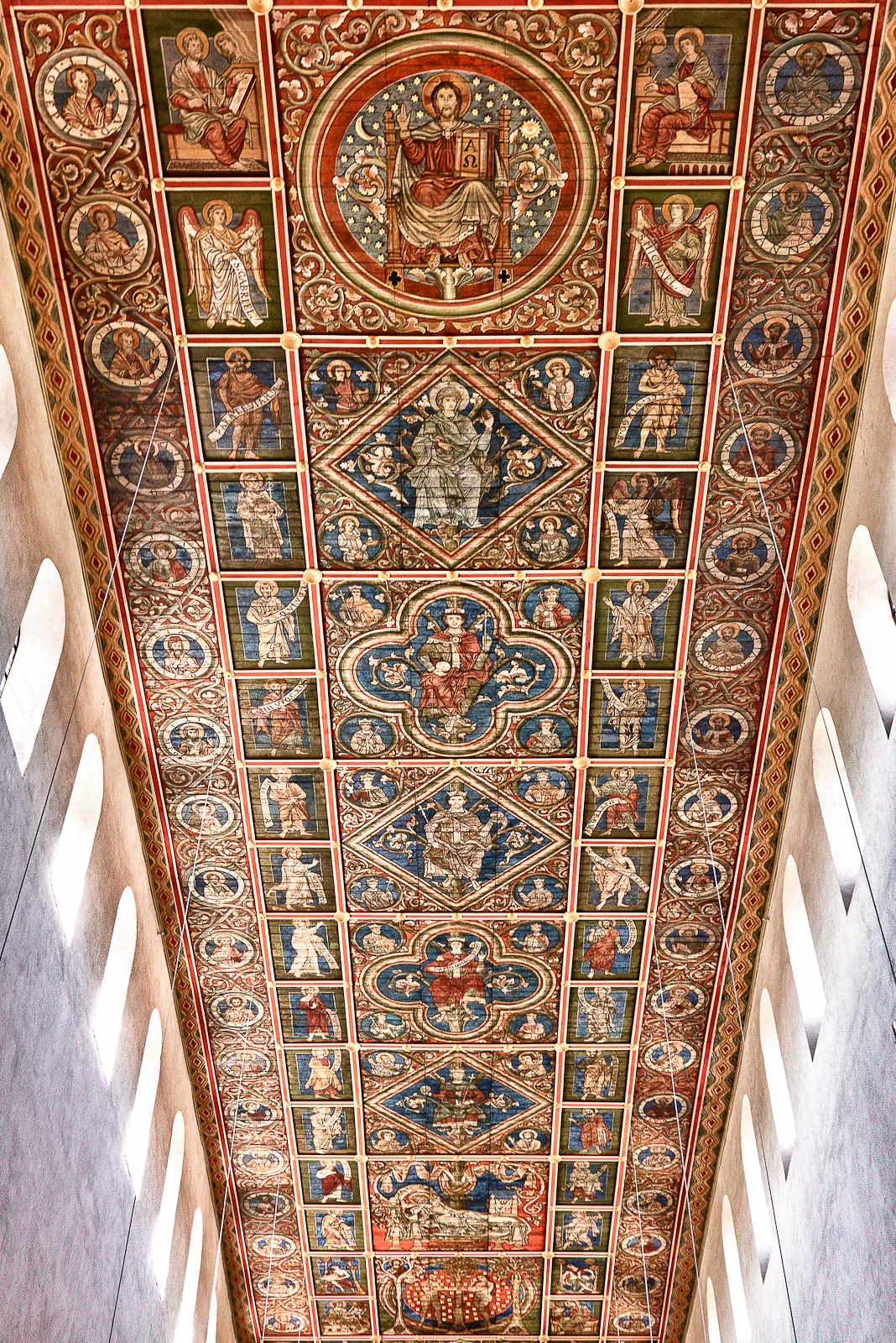
Деревянный потолок XIII века

В 1650 году была разобрана находившаяся в плохом состоянии восточная апсида, что, однако, привело к обрушению башни над восточным средокрестием, и частичному повреждению потолка. 12 лет спустя были также разобраны башня над западным средокрестием и юго-западный трансепт. Восстановленная вскорости восточная башня получила в 1672 году барочное навершие.
В 1809 году церковь св. Михаила была закрыта и использовалась в следующие годы как госпиталь, с 1803 года уже занимавший бывшие монастырские здания.
В период с 1855 по 1857 годы церковь была отреставрирована и восстановлена по проекту и инициативе Конрада Вильгельма Хазе, и вновь открылась для богослужений.
Во Второй мировой войне здание церкви сильно пострадало при авианалётах 22 февраля, 3 и 14 марта 1945 года, и при последней авиабомбардировке Хильдесхайма 22 марта оказалось почти полностью разрушено. К счастью, по настоянию искусствоведа Германа Деккерта (нем. Hermann Deckert, 1899—1955) деревянный потолок и прочие ценные предметы были к тому времени надёжно укрыты и оказались нетронутыми.
В 1947 году по старым планам на раннесредневековых фундаментах и фрагментах стен дороманского времени началась реконструкция церкви, так что 20 августа 1950 года были готовы и заново освящены центральный неф и западный трансепт. Окончательно работы были завершены в 1960 году.
В 1985 году церковь св. Михаила — вместе с кафедральным собором Хильдесхайма, соборным собранием религиозного искусства и тысячелетним розовым кустом — была включена в Список Всемирного наследия ЮНЕСКО.
В 2005—2010 годах было полностью отреставрировано внутреннее убранство церкви, в рамках чего в 2006 году прошли масштабные археологические изыскания, позволившие пролить свет на раннюю историю строительства церкви св. Михаила и восстановить средневековый уровень каменного пола церкви.
В настоящее время церковь используется как евангелической общиной св. Михаила, так и католической общиной Марии Магдалены, при этом ризница используется обеими общинами совместно. Тем самым хильдесхаймская церковь св. Михаила является одной из 67 совместных церквей в современной Германии.